# جريج لامبرت
جريج لامبرت (بالإنجليزية: Gregg Lambert)‏ هو فيلسوف أمريكي، ولد في 8 أغسطس 1961 في ميامي في الولايات المتحدة.